# 1275
1275 (MCCLXXV) fue un año común comenzado en martes del calendario juliano.

## Acontecimientos
- Desembarco de benimerines norteafricanos en la península ibérica.
- 22 de julio - Magnus Ladulás es elegido rey de Suecia en la Piedra de Mora.
- 11 de septiembre: Un terremoto de 6,0 sacude Gran Bretaña causando destrucción.
- Septiembre - Batalla de Écija. Las tropas del reino de Castilla, comandadas por Nuño González de Lara el Bueno, son derrotadas por el emir de los benimerines.
- Marco Polo visita Xanadú.
- El monje nestoriano Rabban Bar Sauma comienza su peregrinación de China a Jerusalén.
- Termina la era japonesa Bun'ei y comienza la era Kenji.
- La Horda de Oro mongol asalta Lituania por tercera vez.
- En el Reino de Mallorca, Ramon Llull establece una escuela para enseñar árabe a los predicadores, en un intento de hacer proselitismo entre los musulmanes.

## Fallecimientos
- Fernando de la Cerda, hijo primogénito y heredero de Alfonso X de Castilla.
- Leonor de Castilla, hija de Alfonso X de Castilla.
- Alfonso Manuel, nieto de Fernando III el Santo y hermanastro de Don Juan Manuel.
- Pelayo Pérez Correa, maestre de la Orden de Santiago.
- Sancho de Aragón, arzobispo de Toledo e hijo de Jaime I de Aragón.
- Nuño González de Lara el Bueno, señor de la Casa de Lara. Perdió la vida en la batalla de Écija.
- 6 de enero: Raimundo de Peñafort, dominico y jurista español. (n. 1180)
- 11 de marzo: Bohemundo VI, príncipe antioqueno (n. 1237).